# Cité administrative (Bordeaux)
Pour les articles homonymes, voir Cité administrative.
La cité administrative est un ensemble de bureaux destinés à accueillir différents services publics. Premier véritable gratte-ciel de Bordeaux, elle a été dessinée par les architectes Pierre Mathieu et Pierre Calmon.
Il est possible de se rendre à la Cité administrative de Bordeaux par les lignes  2 3 9 16 29 41

## Description
Cet ensemble moderniste est représentatif d'un courant architectural appelé style international, particulièrement en vogue dans les années 1960 et 1970. Pierre Mathieu, qui séjourna aux États-Unis en 1953, reconnaît pour l'influence de Ludwig Mies van der Rohe pour ces immeubles.
La cité administrative de Bordeaux se compose de deux tours. La tour A, tour principale, s'élève à 112 m (92 m sans compter l'antenne qui la surmonte) et compte 21 étages ce qui en fait la plus haute tour de la métropole aquitaine. La tour B, moins haute, est reliée à la tour A par un réseau de passerelles transversales, s'élève à 79 m et compte 19 étages.
L'édifice, conçu pour regrouper des services administratifs jusqu'alors éparpillés dans toute la ville, est envisagé dès 1945 mais ne voit le jour qu'à partir de 1968. Les travaux sont achevés en 1974. Il regroupe environ 5500 mètres carrés de bureaux, des services médico-sociaux, une cafétéria et une crèche. Les façades sont couvertes de grandes plaques de verre soutenues par des cadres en aluminium, permettant à la lumière de pénétrer en profondeur dans les différentes salles qui composent le bâtiment.
La cité administrative est située en bordure des boulevards qui ceinturent Bordeaux, à l'écart du quartier d'affaires de Mériadeck où se concentrent la plupart des immeubles modernes. L'emplacement occupé par le bâtiment était précédemment occupé par l'American park de Caudéran qui proposait depuis 1910 des attractions « américaines » (manèges, piscines ...).

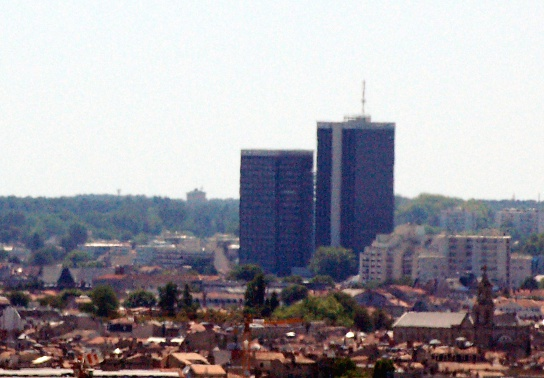
Cité administrative (Bordeaux)